# ناوشکن کلاس برازن
ناوشکن کلاس برازن (به انگلیسی: Brazen-class destroyer) یک کلاس از کشتی است.